# Reservatório do Morro da Viúva

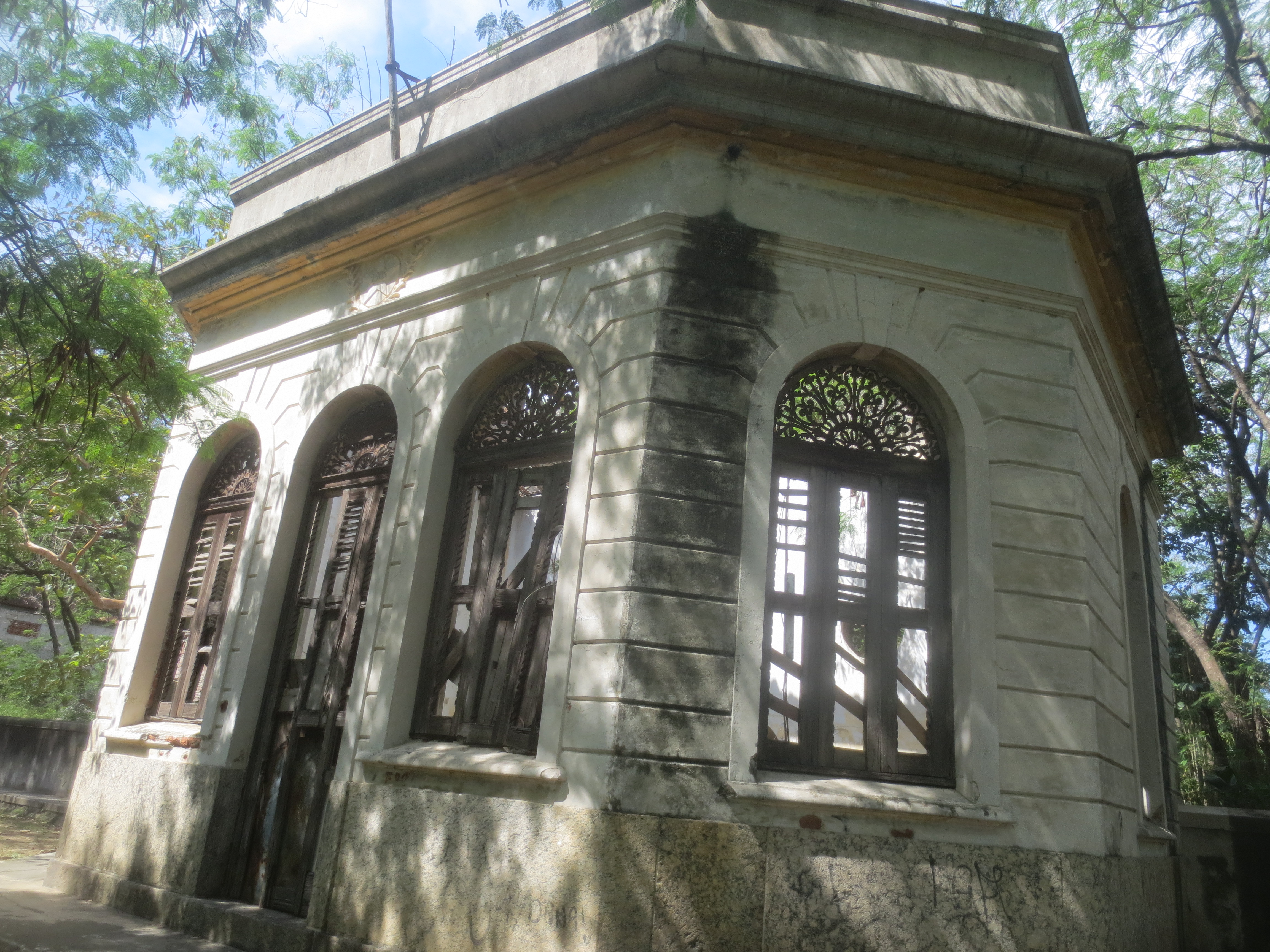
Antigo Reservatório do Morro da Viúva, construído em 1891 por Antônio Gabrielli, com projeto dos engenheiros Jerônimo Jardim e Luiz Francisco Monteiro de Barros. Feito de alvenaria, o reservatório possui três compartimentos cobertos por abobadilhas (uma das quais vemos na foto), alimentados pela tubulação que sai do Reservatório de Pedregulho. Tombado pelo INEPAC em 1998.

O Reservatório do Morro da Viúva, localizado no Morro da Viúva, no bairro do Flamengo, na Avenida Rui Barbosa, nº 884, no Rio de Janeiro, foi construído por Antônio Gabrielli em 1891. Se situa mais especificamente no morro da Viúva, que é uma Área de Proteção Ambiental (APA) e foi projetado pelos engenheiros Jerônimo Jardim e Luiz Francisco Monteiro de Barros,  para abastecer com a água dos mananciais da Tijuca, Santa Teresa, Laranjeiras e Jacarepaguá os bairros de Botafogo, Praia Vermelha e Leme.  Os compartimentos do reservatório de alvenaria são cobertos por abobadilhas e  alimentados por tubulação que parte direto do reservatório do Pedregulho. O reservatório possui tombamento provisório desde 09/12/1998. Há uma disputa fundiária entre os 38 moradores dos casebres da vila instalada ali há mais de 60 anos e a Associação de Condomínios do Morro da Viúva.
Henrique Hermeto Carneiro Leão vendeu para a União no século XIX, a maior parte do morro da Viúva. Em julho de 1984, a titularidade do terreno foi transferida para a CEDAE. O reservatório funcionou até 1970 quando novas adutoras para a Zona Sul do Rio de Janeiro foram construídas e entraram em funcionamento.